# Cecropia angulata
Cecropia angulata är en nässelväxtart som beskrevs av I. W. Bailey. Cecropia angulata ingår i släktet Cecropia och familjen nässelväxter. Inga underarter finns listade i Catalogue of Life.